# ماهیچه دمی‌رانی
ماهیچه دُمی‌رانی (Caudofemoralis، از لاتین cauda، دم و femoralis، استخوان ران) ماهیچه‌ای است که در اندام لگنی اکثر حیواناتی که دارای دم هستند یافت می‌شود؛ بنابراین تقریباً تمام چهاراندامان دارای این نوع ماهیچه هستند.

## مکان
دهانه ماهیچه دمی‌رانی از نظر نزدیک‌ریختی بین استخوان ران و دم گسترده شده‌است. این ماهیچه در پستانداران تحلیل رفته و در جهت خَلفی/دُمی مستقیماً به سمت ماهیچه سُرینی بزرگ (گلوتئوس ماکسیموس) و در سمت قُدّامی/جمجمه‌ای مستقیماً
در قسمت ماهیچه دوسر رانی یافت می‌شود.

## خاستگاه و پیوندگاه
ماهیچه دمی‌رانی از زائده‌های عرضی مهره‌های دوم، سوم و چهارم دمی منشأ می‌گیرد. بخش دمی ماهیچه در پستانداران در اعماق قسمت پروگزیموکرانیال عضله دو سر رانی قرار دارد. در نزدیکی وسط ران، ماهیچه رانی‌دمی یک زردپی بلند، نازک و باریک ایجاد می‌کند که از جهت دیستال به مفصل زانو می‌رود و وارد نیام پهن (فاسیا لاتا) می‌شود که به مرز جانبی کشکک متصل است. در میان شاه‌خزندگان (آرکوسورها)، ماهیچه دمی‌رانی به بخش لگنی و بخش دمی تقسیم می‌شود، و اتصال آن روی استخوان ران توسط تروکانتر چهارم مشخص می‌شود (اما این در دست‌قاپان تحلیل رفته و در پرندگان وجود ندارد).

## کارکرد
این ماهیچه در پستانداران، زمانی که اندام لگنی در حال تحمل وزن است، دم را به سمت جانبی خم می‌کند. هنگامی که اندام لگنی از روی زمین بلند می‌شود، انقباض دمی‌رانی باعث می‌شود که با گستردن مفصل ران (مفصل استابولوفمورال یا کوکسوفمورال)، اندام ابداکشن پیدا کرده و ساق پا کشیده شود. در سایر چهارپایان انقباض دمی‌رانی اندام عقبی را جمع می‌کند.